# Simpang Pane
Simpang Pane is een bestuurslaag in het regentschap Simalungun van de provincie Noord-Sumatra, Indonesië. Simpang Pane telt 1925 inwoners (volkstelling 2010).